# چارلز سیمونز (ژیمناست)
چارلز سیمونز (ژیمناست) (به انگلیسی: Charles Simmons (gymnast)) ژیمناست زادهٔ ۲۴ دسامبر ۱۸۸۵ میلادی اهل کشور بریتانیا است.